# 8192 Tonucci
8192 Tonucci eller 1993 RB är en asteroid i huvudbältet som upptäcktes den 10 september 1993 av Santa Lucia Stroncone-observatoriet i Stroncone. Den är uppkallad efter den italienska cyklisten Giuseppe Tonucci.